# Harold Vick
Harold Vick (3. dubna 1933 Rocky Mount – 13. listopadu 1987 New York) byl americký jazzový saxofonista a flétnista. Svůj první klarinet dostal ve třinácti letech od svého strýce. O tři roky později začal hrát na tenorsaxofon. V letech 1960 až 1964 byl členem kapely varhaníka Jacka McDuffa. Své první vlastní album nazvané Steppin' Out! vydal v roce 1963. Během své kariéry spolupracoval s mnoha dalšími hudebníky, mezi něž patří například Charles Tolliver, Bernard Purdie, McCoy Tyner, Horace Silver a Les McCann.